# Scopula loxosema
Scopula loxosema is een vlinder uit de familie van de spanners (Geometridae). De wetenschappelijke naam van de soort is voor het eerst geldig gepubliceerd in 1908 door Alfred Jefferis Turner.